# Xylopia frutescens
Xylopia frutescens Aubl. – gatunek rośliny z rodziny flaszowcowatych (Annonaceae Juss.). Występuje naturalnie w Ameryce Centralnej oraz w północnej części Ameryki Południowej. 

## Rozmieszczenie geograficzne
Rośnie naturalnie w Ameryce Centralnej oraz w północnej części Ameryki Południowej. Występuje między innymi w południowej części Meksyku, w Belize, Gwatemali, Salwadorze, Hondurasie, Nikaragui, Kostaryce, Panamie, Kolumbii, Wenezueli, Gujanie, Surinamie, Gujanie Francuskiej, Brazylii oraz północnej części Peru. W Brazylii został zaobserwowany w stanach Amazonas, Amapá, Pará, Rondônia, Roraima, Bahia, Ceará, Maranhão, Paraíba, Pernambuco, Goiás, Mato Grosso, Espírito Santo, Minas Gerais oraz Rio de Janeiro. 

## Morfologia
PokrójZimozielone drzewo dorastające do 18 m wysokości. Młode pędy są owłosione.
LiścieMają kształt od lancetowatego do podłużnie lancetowatego. Mierzą 1,5–11 cm długości oraz 1–2,5 szerokości. Nasada liścia jest klinowa lub ostrokątna. Liść na brzegu jest zawinięty. Wierzchołek jest spiczasty. Ogonek liściowy jest owłosiony i dorasta do 3–5 cm długości.
KwiatySą zebrane po kilka w kwiatostanach. Rozwijają się w kątach pędów. Działki kielicha są zrośnięte u podstawy, mają owalny kształt i dorastają do 2–3 mm długości. Płatki są żółtopomarańczowe i równowąskie. Zewnętrzne dorastają do 12 mm długości, natomiast wewnętrzne do 11 mm. Słupków jest do 4 do 7.
OwoceRozłupnie o podłużnie romboidalnym kształcie. Osiągają 1,5 cm długości oraz 1 cm średnicy.

## Biologia i ekologia
Rośnie w wiecznie zielonych lasach i lasach liściastych. Występuje na wysokości do 700 m n.p.m.

## Zastosowanie
Olejek eteryczny z kory X. frutescens ma umiarkowane działanie bakteriostatyczne i fungistatyczne. Olejek zawiera α-kubeben (25,2%) i δ-kadinol (27,4%). 
Z kolei olejek eteryczny z liści tego gatunku ma pewne działanie przeciwnowotworowe. Badania na hodowanych komórkach nowotworowych przeprowadzono in vitro w warunkach laboratoryjnych oraz in vivo na myszach. W badaniach in vivo odsetek hamowania nowotworu wynosił 31.0–37.5%. W olejku zidentyfikowano takie związki jak kariofylen (31,48%), bisyklogermakren (15,13%), germakren D (9,66%), δ-kadinen (5,44%), wiridifloren (5,09%) i α-kopaen (4,35%).